# XLF (Por la Face)
XLF (Por La Face "por la cara") es un colectivo de graffiteros valencianos fundado en 2003. Sus integrantes son: Escif, Xëlon, End, Julieta, Deih, Cesp, SR. Marmota y On_ly,  Algunos de sus miembros, a día de hoy, se encuentran entre los artistas más populares de la comunidad valenciana.

## Historia
El origen del grupo data de 1995: cuando cuatro amigos adolescentes que se hacían llamar Radical Hip Hop Boys RHB, empezaron a llenar de dibujos las paredes de Mislata. Firmaban como Mark, Gafus, Zebra y Safh. Con el tiempo las siglas RHB cambiarían su significado por Rápido Hiper Bólido, como también cambiarían sus firmas: Mark pasó a ser Deih, Gafus se convirtió en Xelon, Zebra en Gons y Saft en End.
Deih y Gons se fueron a Italia para completar sus estudios de Bellas Artes, allí conocerían a Escif y crearían su propia crew, pandilla de grafiteros que salen juntos a pintar las calles, esta vez por el Barrio del Carmen de Valencia. El grupo XLF no tomaría impulso hasta 2003 cuando Escif regresa de su viaje a México, país con gran tradicción muralista. En 2003 se unirían al grupo los otros dos miembros de RHB: Xelon y End, y nuevos fichajes como Julieta, Punto y Cesp.
En estos años se empieza a ver el grafiti, como arte urbano pasando de ser un acto vandálico multado y que "hay borrar lo antes posible" a ser un trabajo creativo respetado y remunerado. Convirtiendo a algunos de los miembros del grupo XLF en reconocidos muralistas.

## Galería

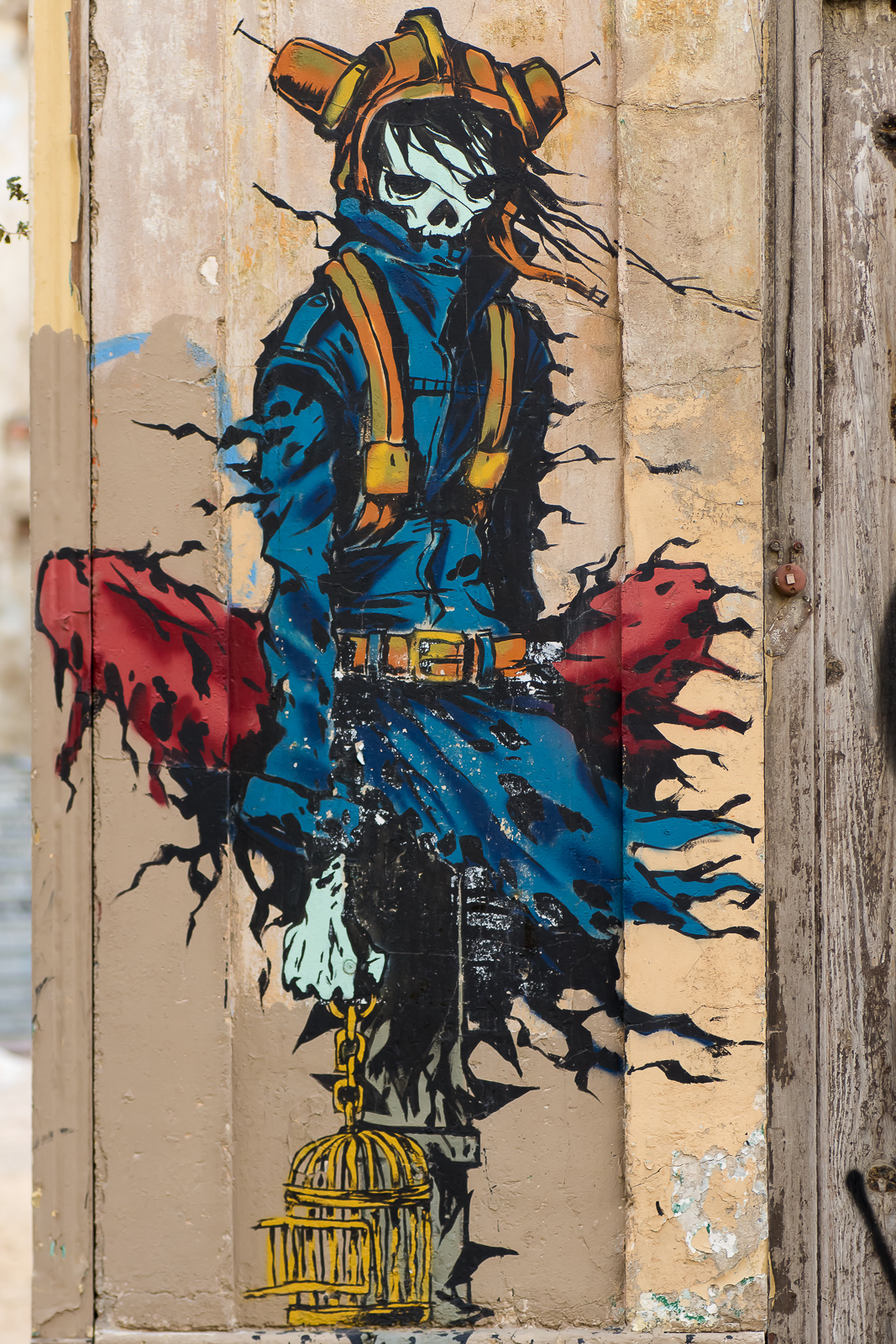
The Insider, 2013.
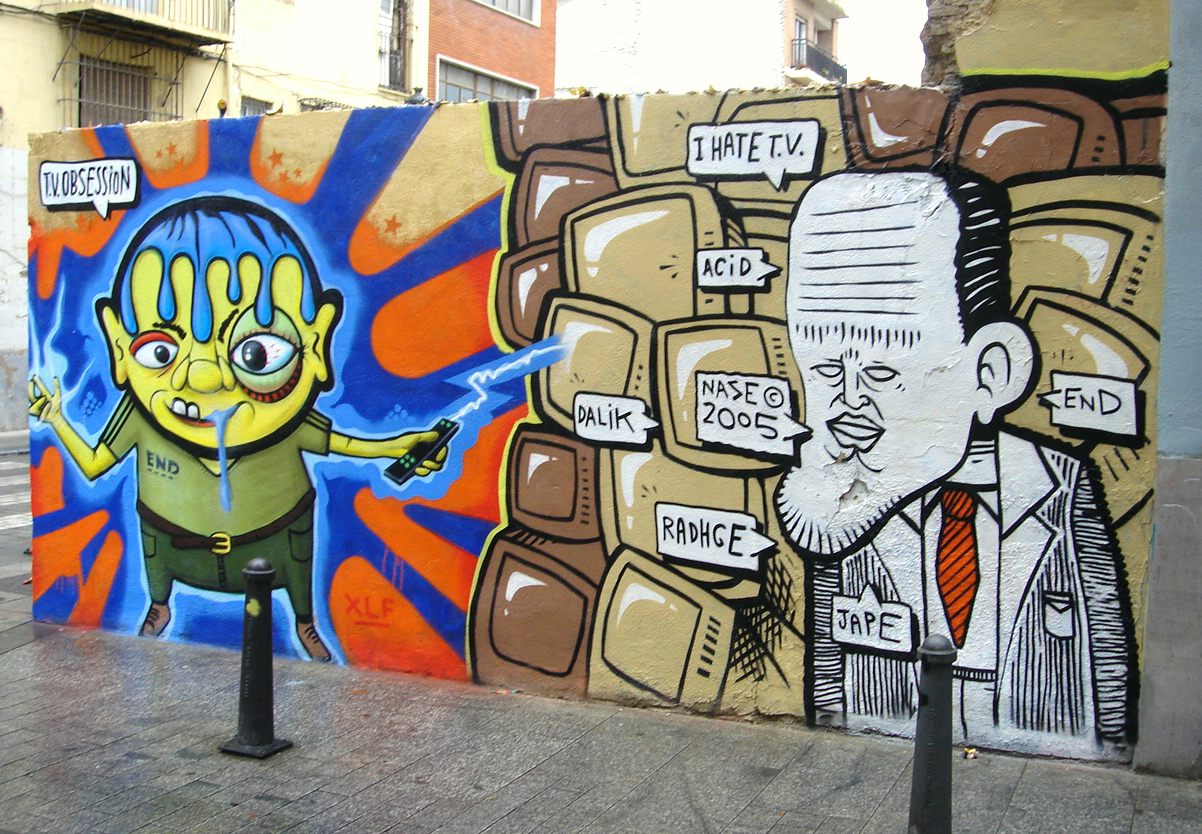
Graffiti de END (izquierda) y Nase (derecha). Valencia, 2005 .
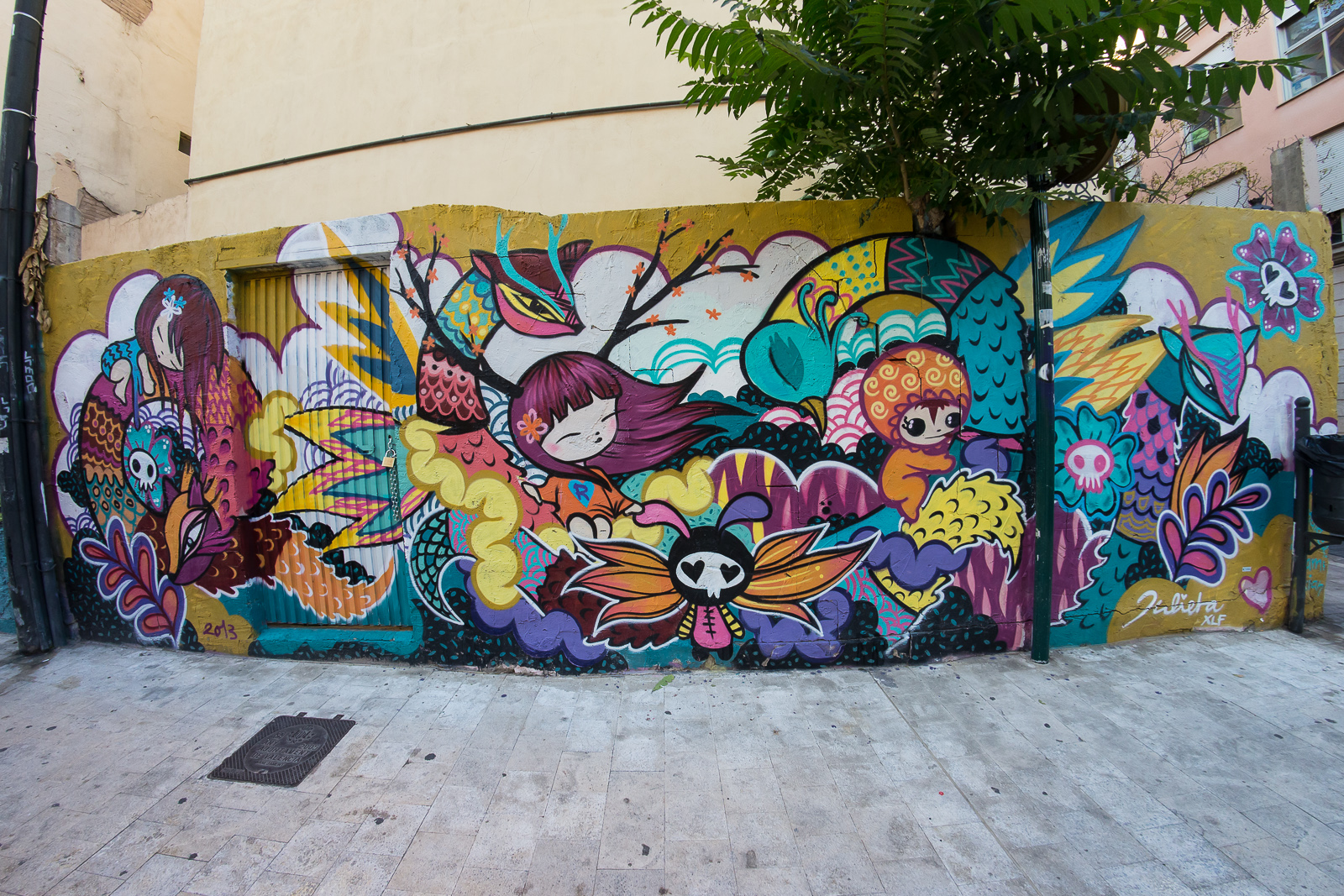
Julieta.XLF
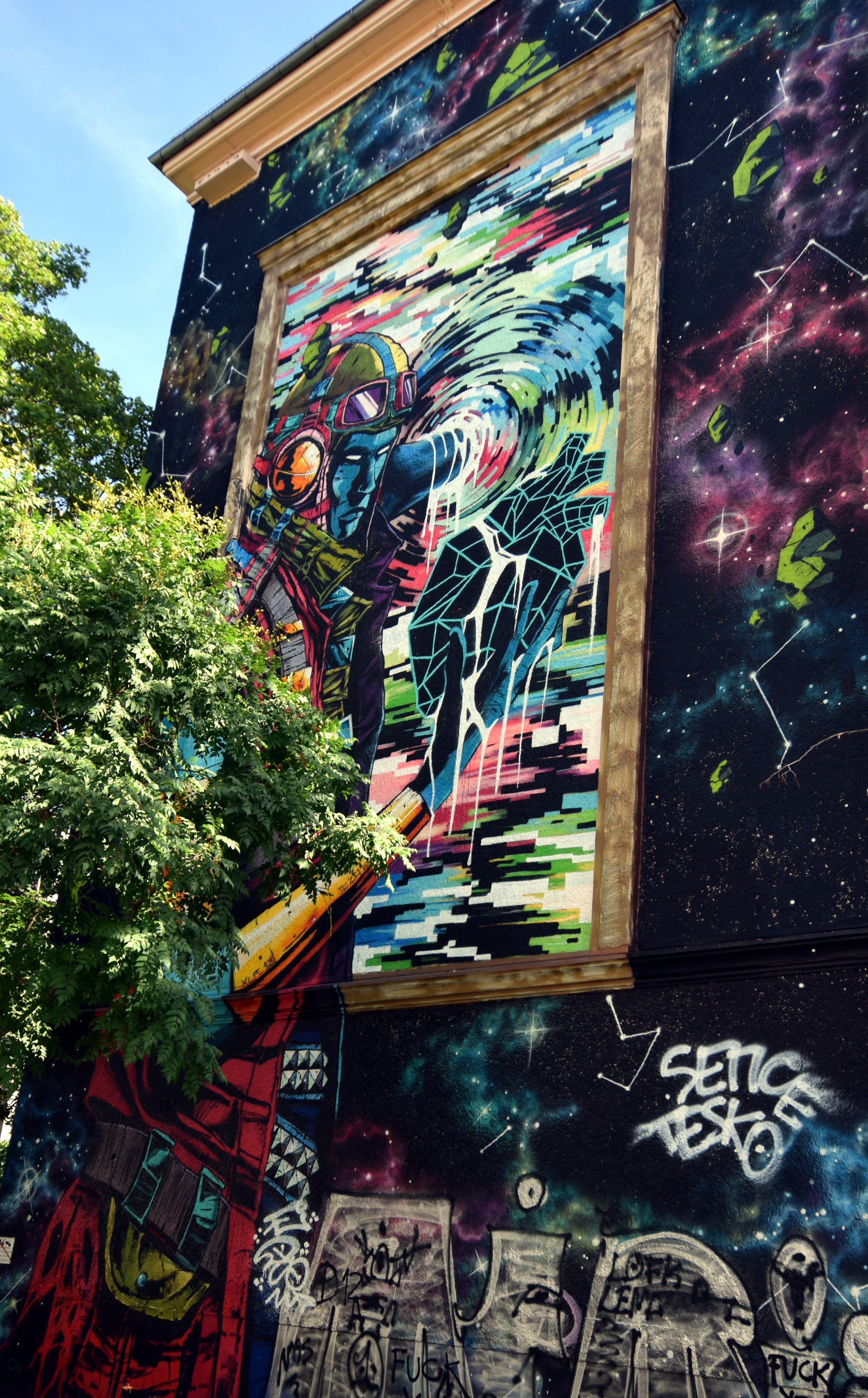
Deih. En Berlin
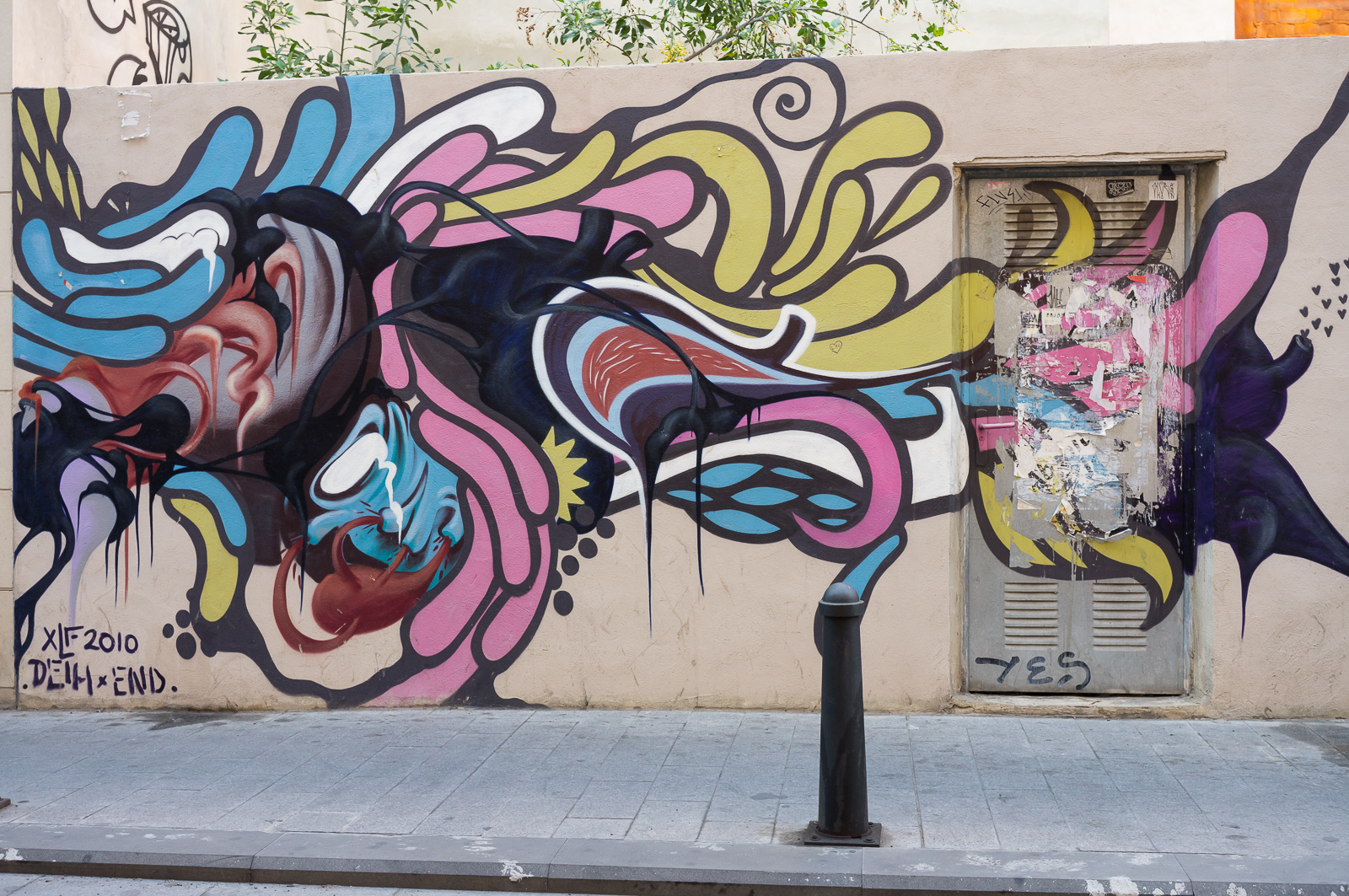
End, Xelon, Deih. 2010. Valencia